# Norges flygvapen
Norges flygvapen (norska: Luftforsvaret) är den yngsta försvarsgrenen i Norge och grundades 1944. I fredstid förfogar flygvapnet över runt 7 200 man, efter mobilisering uppgår den siffran till 20 000 soldater. 

## Historia
Militära flygningar påbörjades 1912. Det första flygplanet finansierades genom donationer från allmänheten och flögs av en ubåtsofficer. Fram till början av 1940-talet var de flesta flygplanen, vilka då tillhörde Marinens flyvåpen eller Hærens flyvåpen, av inhemsk design. Enbart några få månader innan den tyska invasionen av Norge 1940 köptes det dock in flygplan av utländska modeller, såsom tolv Gloster Gladiator jaktflygplan och sex Heinkel He 115. Därutöver hade ett stort antal flygplan beställts från USA, men dessa hann inte levereras före ockupationen.
Flygvapnet grundades av Norges exilregering i London genom ett kungligt dekret  den 10 november 1944. Det hade föregåtts av flera års utredningar och strider mellan armén och marinen som både hade egna flygvapen. De två enheterna utbildades tillsammans, under var sin chef, i Lille Norge i Toronto i Kanada och fick så småningom en gemensam ledning. Admiral Hjalmar Riiser-Larsen utnämndes till chef för det nya vapenslaget.

## Organisation och flygande materiel

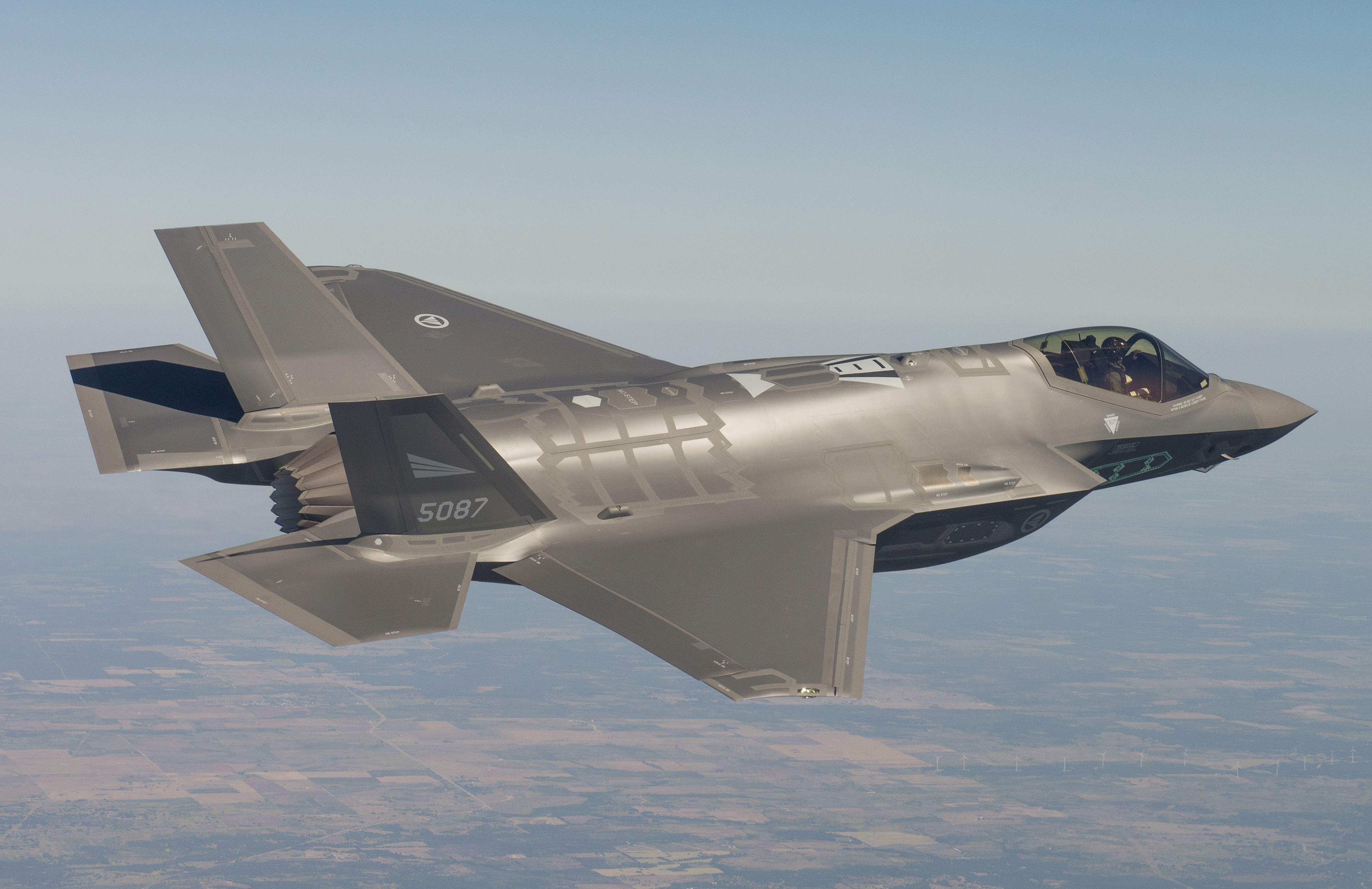
Ett norskt F-35 Lightning II stridsflygplan

Norges flygvapen är indelat i sex flygflottiljer. Dessa är uppdelade i totalt tolv skvadroner och två luftvärnsbataljoner på sju baser vid Andøya, Bardufoss, Bodø, Gardermoen, Rygge, Sola och Ørland. Ytterligare finns det två kontrollcentrum vid Gråkallen och Mågerø, samt två träningsbaser vid Kjevik och Trondheim.
Totalt har Norges flygvapen: 
- 57 stridsflygplan av typ F-16 Fighting Falcon, som 2022-2025 successivt ersätts av 52 Lockheed Martin F-35 Lightning II.[2]
- 6 spaningsflygplan för havsbruk av typ P-3 Orion (ersätts av 5 P-8 Poseidon från 2022)
- 4 transportflygplan av typ C-130 Hercules
- 3 Dassault Falcon 20
- 12 räddningshelikoptrar av typ Sea King som från 2020 successivt ersätts av 16 Leonardo AW101[3]
- 20 NHIndustries NH90 helikoptrar
- 6 Lynx helikoptrar
- 18 Bell 412SP helikoptrar

### Bildgalleri

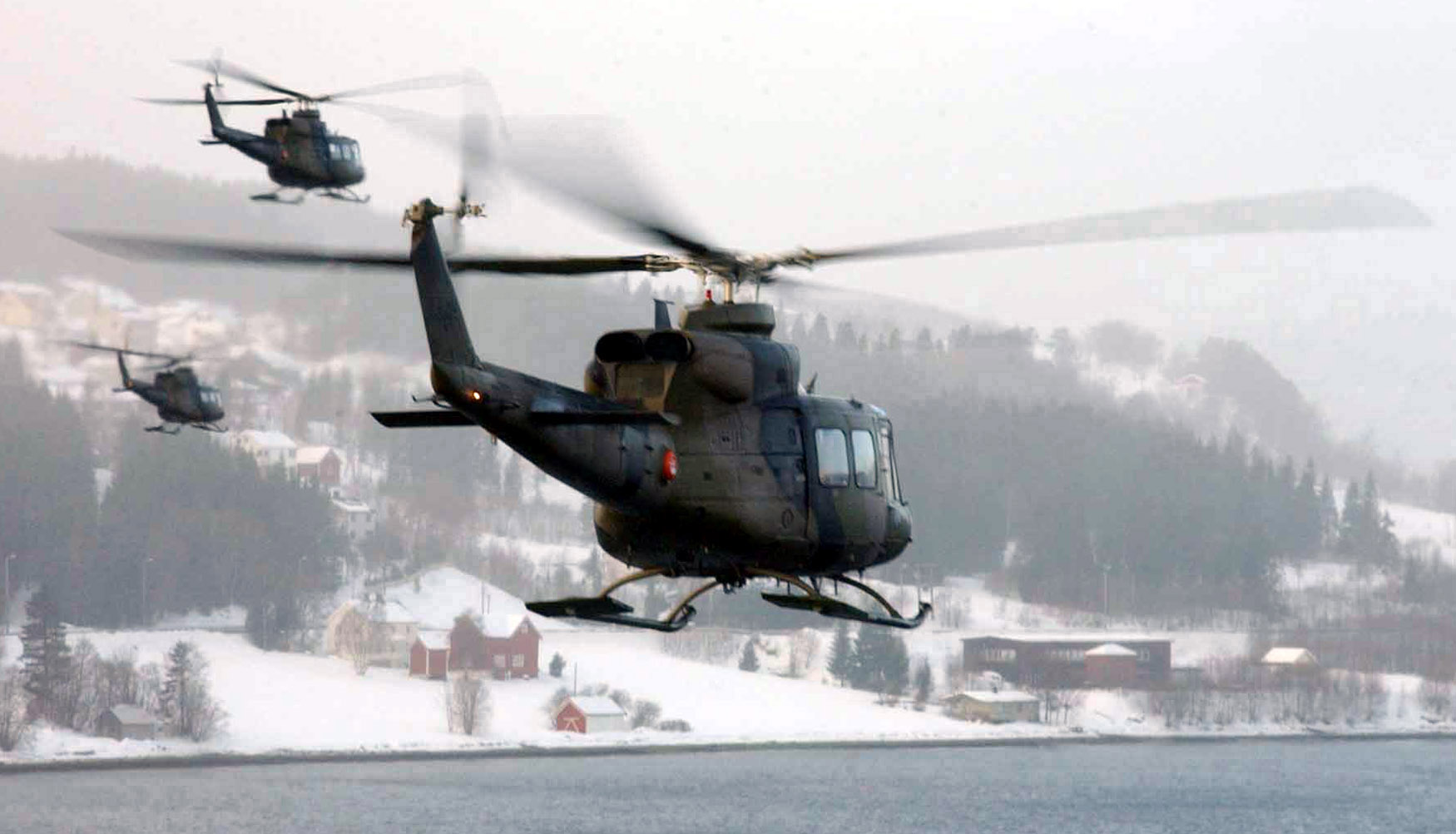
Bell 412SP
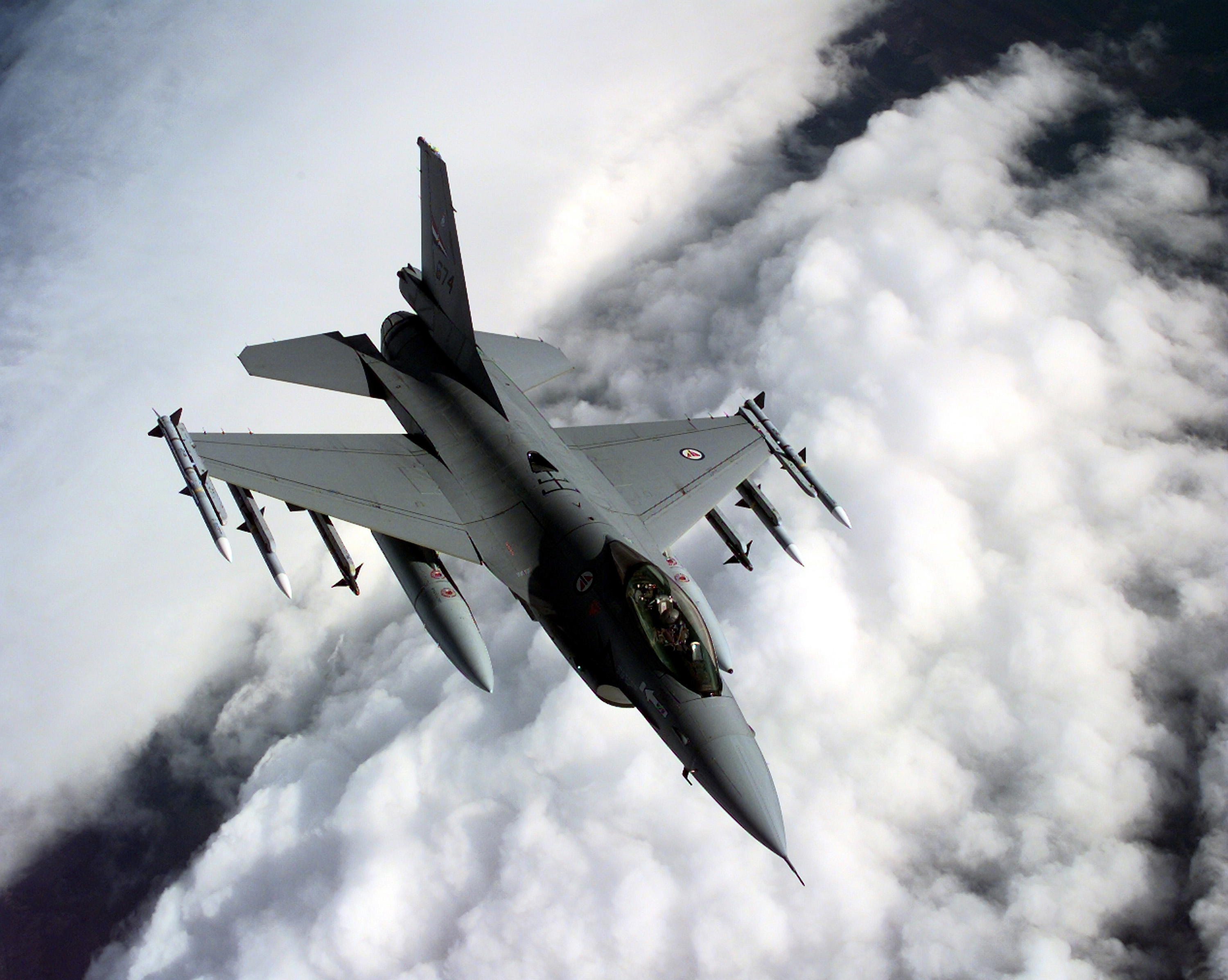
F-16A
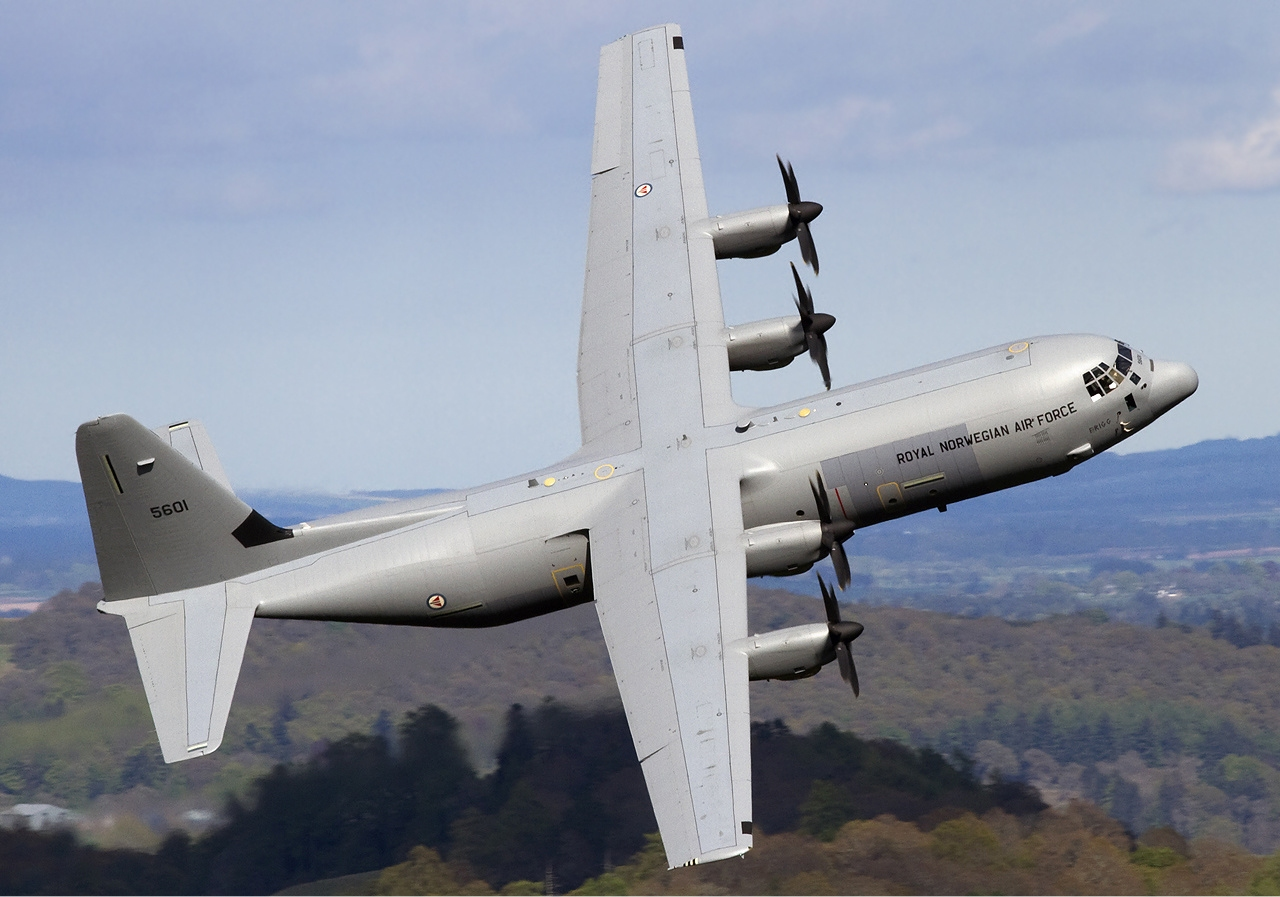
Lockheed C-130J Hercules
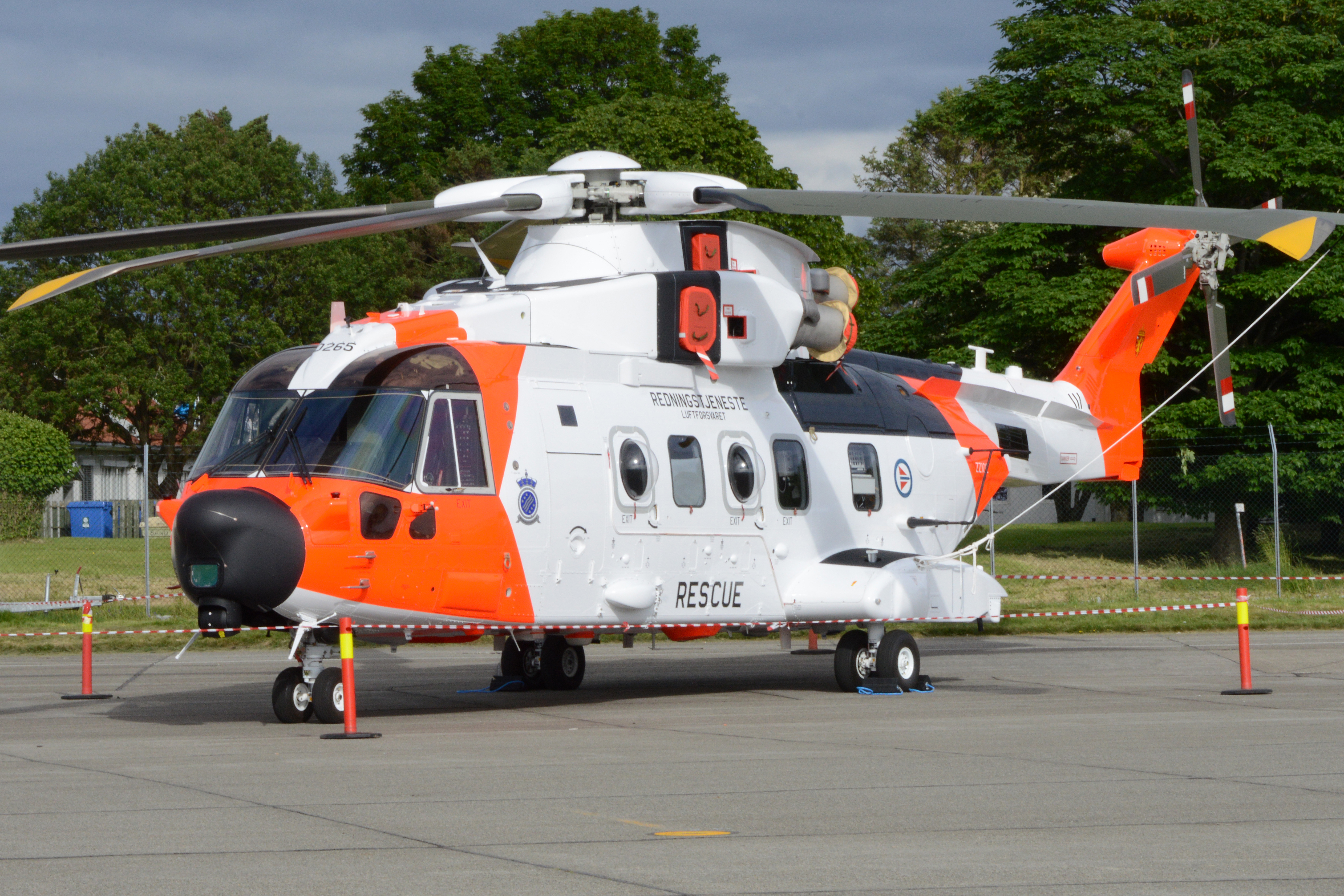
Leonardo Agusta Westland AW101